# Al-Batin FC
Al-Batin FC is een professionele voetbalclub uit Hafar Al-Batin in Saoedi-Arabië.

## Geschiedenis
Al-Batin FC werd opgericht in 1979. In 2008 promoveerden ze voor het eerst naar de Saudi Second Division, het derde niveau in het Saudische voetbal. Op 25 maart 2011 bereikten ze voor het eerst de Saudi First Division, het tweede niveau. In het seizoen 2015/16 eindigde de club derde in de competitie, maar doordat kampioen Al-Mojzel zijn titel verloor vanwege wedstrijdvervalsing schoof Al-Batin een plaats op in de stand. Hierdoor kwam de club op een promotieplaats terecht en mocht het voor het eerst in haar bestaan uitkomen in de Saudi Professional League. 
Bij haar vuurdoop op het hoogste niveau eindigde de club twaalfde op veertien clubs, waardoor het play-offs tegen de degradatie moest spelen tegen Najran SC, de nummer drie uit de Saudi First Division. Al-Batin trok in de dubbele confrontatie aan het langste eind, waardoor het ook in het seizoen 2017/18 op het hoogste niveau mocht blijven spelen. In dat seizoen eindigde de club elfde.

## Bekende (oud-)spelers
- Aziz Bouhaddouz
- Crysan
- Ahmed Hamoudi
- Xandro Schenk
- Youssef El Jebli
- Mohamed Rayhi

## Bekende (oud-)trainers
- Frank Vercauteren

Abha Club · Al-Ahli · Al-Ettifaq · Al-Fateh · Al-Fayha · Al-Hazem · Al-Hilal · Al-Ittihad · Al-Khaleej · Al-Nassr · Al-Okhdood · Al-Raed · Al-Riyad · Al-Shabab · Al-Taawoun · Al-Tai · Al-Wahda · Damac